# Atletica leggera ai X Giochi del Mediterraneo
Le gare di atletica leggera ai Giochi del Mediterraneo 1987 si sono svolte a Laodicea, in Siria. Precisamente si sono svolte 38 gare, 23 maschili e 15 femminili.

## Specialità

### Uomini
| Evento                            | Oro                                                                   | Prestazione | Argento               | Prestazione | Bronzo                | Prestazione |
| Corse piane                       |                                                                       |             |                       |             |                       |             |
| 100 m (dettagli)                  | Stefano Tilli                                                         | 10"41       | Ezio Madonia          | 10"52       | Mustapha Kamel Selmi  | 10"56       |
| 200 m (dettagli)                  | Stefano Tilli                                                         | 20"76       | Mustapha Kamel Selmi  | 20"84       | Jean Charles Trouabal | 20"88       |
| 400 m (dettagli)                  | Antonio Sánchez                                                       | 45"98       | Ismail Macev          | 46"23       | Marcello Pantone      | 46"40       |
| 800 m (dettagli)                  | Faouzi Lahbi                                                          | 1'48"87     | Saïd M'Hand           | 1'49"52     | Andrés Vera           | 1'50"37     |
| 1 500 m (dettagli)                | Saïd Aouita                                                           | 3'39"48     | Zeki Öztürk           | 3'40"53     | Teófilo Benito        | 3'41"27     |
| 5 000 m (dettagli)                | Saïd Aouita                                                           | 13'38"05    | Brahim Boutayeb       | 13'40"73    | Abel Antón            | 13'48"26    |
| 10 000 m (dettagli)               | Féthi Baccouche                                                       | 28'39"66    | Brahim Boutayeb       | 28'40"34    | Spyros Andriopoulos   | 28'40"38    |
| 3 000 m siepi (dettagli)          | Alessandro Lambruschini                                               | 8'19"72     | Saïd Aouita           | 8'21"92     | Féthi Baccouche       | 8'35"33     |
| Corse ad ostacoli                 |                                                                       |             |                       |             |                       |             |
| 110 m ostacoli (dettagli)         | Pascal Boussemart                                                     | 13"90       | Gianni Tozzi          | 13"92       | Daniel Darien         | 13"98       |
| 400 m ostacoli (dettagli)         | José Alonso                                                           | 49"93       | Jesús Ariño           | 50"68       | Angelo Locci          | 51"05       |
| Concorsi                          |                                                                       |             |                       |             |                       |             |
| Salto in alto (dettagli)          | Novica Čanović                                                        | 2,24 m      | Luca Toso             | 2,24 m      | Daniele Pagani        | 2,21 m      |
| Salto con l'asta (dettagli)       | Gianni Stecchi                                                        | 5,30 m      | Alain Morinau         | 5,20 m      | Giorgio Grassi        | 5,20 m      |
| Salto in lungo (dettagli)         | Dimitrios Chatzopoulos                                                | 7,89 m      | Jean Louis Rapnouil   | 7,82 m      | Othmane Belfaa        | 7,61 m      |
| Salto triplo (dettagli)           | Marios Hadjiandreou                                                   | 16,49 m     | Ahmed Hassan Badra    | 15,98 m     | Theodoros Tantanozis  | 15,96 m     |
| Getto del peso (dettagli)         | Dimitrios Koutsoukis                                                  | 19,23 m     | Jovan Lazarević       | 19,19 m     | Aubert Tréguilly      | 17,33 m     |
| Lancio del disco (dettagli)       | Marco Martino                                                         | 60,94 m     | Kostas Georgakopoulos | 59,64 m     | Hassan Ahmed Hamad    | 58,12 m     |
| Lancio del martello (dettagli)    | Lucio Serrani                                                         | 74,30 m     | Ajet Toska            | 74,06 m     | Francisco Fuentes     | 69,34 m     |
| Lancio del giavellotto (dettagli) | Sejad Krdžalić                                                        | 74,78 m     | Ivan Mustapić         | 70,48 m     | Hafez Al-Hussein      | 70,10 m     |
| Prove su strada                   |                                                                       |             |                       |             |                       |             |
| Maratona (dettagli)               | Enrico Ogliar Badessi                                                 | 2h24'13"    | Georgios Afordakos    | 2h25'23"    | Ahmet Altun           | 2h25'29"    |
| Marcia 20 km (dettagli)           | Maurizio Damilano                                                     | 1h25'33"    | Carlo Mattioli        | 1h25'34"    | Daniel Plaza          | 1h25'47"    |
| Prove multiple                    |                                                                       |             |                       |             |                       |             |
| Decathlon (dettagli)              | Marco Rossi                                                           | 7588 punti  | Goran Kabić           | 7515 punti  | Saša Karan            | 7503 punti  |
| Staffette                         |                                                                       |             |                       |             |                       |             |
| Staffetta 4x100 (dettagli)        | Italia Paolo Catalano Sandro Floris Ezio Madonia Stefano Tilli        | 39"67       | Spagna                | 38"85       | Francia               | 39"12       |
| Staffetta 4x400 (dettagli)        | Italia Andrea Montanari Marcello Pantone Vito Petrella Roberto Ribaud | 3'05"29     | Spagna                | 3'07"48     | Marocco               | 3'09"25     |

### Donne
| Evento                            | Oro                                                                  | Prestazione | Argento                                                                  | Prestazione. | Bronzo             | Prestazione |
| Corse piane                       |                                                                      |             |                                                                          |              |                    |             |
| 100 m (dettagli)                  | Violetta Kaminska                                                    | 11"76       | Kornelija Šinković                                                       | 11"80        | Laurence Bongard   | 11"93       |
| 200 m (dettagli)                  | Marisa Masullo                                                       | 23"35       | Kornelija Šinković                                                       | 23"37        | Anna Rita Angotzi  | 23"58       |
| 400 m (dettagli)                  | Nathalie Simon                                                       | 52"68 RG    | Erica Rossi                                                              | 53"57        | Cosetta Campana    | 54"28       |
| 800 m (dettagli)                  | Slobodanka Čolović                                                   | 2'00"94 RG  | Snežana Pajkić                                                           | 2'02"91      | Adriana Vejkollari | 2'03"27     |
| 1 500 m (dettagli)                | Fatima Aouam                                                         | 4'10"96     | Agnese Possamai                                                          | 4'13"98      | Pavlina Evro       | 4'14"94     |
| 3 000 m (dettagli)                | Fatima Aouam                                                         | 8'58"07     | Rosanna Munerotto                                                        | 9'08"54      | Rosario Murcia     | 9'13"24     |
| Corse ad ostacoli                 |                                                                      |             |                                                                          |              |                    |             |
| 100 m ostacoli (dettagli)         | Patrizia Lombardo                                                    | 13"41       | Carla Tuzzi                                                              | 13"57        | Nacèra Zaaboub     | 13"81       |
| 400 m ostacoli (dettagli)         | Nawal El Moutawakel                                                  | 56"28       | Semra Aksu                                                               | 56"59        | Irmgard Trojer     | 57"25       |
| Concorsi                          |                                                                      |             |                                                                          |              |                    |             |
| Salto in alto (dettagli)          | Amra Temim                                                           | 1,87 m      | Biljana Petrović (Bojović)                                               | 1,84 m       | Nikī Bakogiannī    | 1,84 m      |
| Salto in lungo (dettagli)         | Antonella Capriotti                                                  | 6,43 m      | Christine Leux                                                           | 6,04 m       | Géraldine Bonnin   | 5,90 m      |
| Getto del peso (dettagli)         | Agnese Maffeis                                                       | 15,90 m     | Simone Créantor                                                          | 15,83 m      | Souad Malloussi    | 17,24 m     |
| Lancio del disco (dettagli)       | Maria Marello                                                        | 55,98 m     | Lidia Rognini                                                            | 53,08 m      | Isabelle Devaluez  | 51,56m      |
| Lancio del giavellotto (dettagli) | Kristina Jazbinšek                                                   | 59,40 m     | Anna Verouli                                                             | 58,92 m      | Sofia Sakorafa     | 57,16 m     |
| Prove multiple                    |                                                                      |             |                                                                          |              |                    |             |
| Eptathlon (dettagli)              | Nacèra Zaaboub                                                       | 5696 punti  | Marina Mihajlova                                                         | 5676 punti   | Stefania Friserio  | 5000 punti  |
| Staffette                         |                                                                      |             |                                                                          |              |                    |             |
| Staffetta 4x100 (dettagli)        | Francia                                                              | 44"32       | Italia Anna Rita Angotzi Annarita Balzani Daniela Ferrian Marisa Masullo | 45"17        | Grecia             | 46"98       |
| Staffetta 4x400 (dettagli)        | Italia Cosetta Campana Giuseppina Cirulli Nevia Pistrino Erica Rossi | 3'32"14     | Francia                                                                  | 3'33"21      | Siria              | 4'01"35     |

RM= Record del Mondo
RG= Record dei Giochi

## Medagliere
| Posizione | Paese      |    |    |    | Totale |
| --------- | ---------- | -- | -- | -- | ------ |
| 1         | Italia     | 17 | 10 | 8  | 35     |
| 2         | Marocco    | 6  | 4  | 2  | 12     |
| 3         | Jugoslavia | 5  | 9  | 0  | 14     |
| 4         | Francia    | 4  | 5  | 7  | 16     |
| 5         | Grecia     | 2  | 3  | 5  | 10     |
| 6         | Spagna     | 2  | 3  | 5  | 10     |
| 7         | Algeria    | 1  | 1  | 3  | 5      |
| 8         | Tunisia    | 1  | 0  | 1  | 2      |
| 9         | Cipro      | 1  | 0  | 0  | 1      |
| 10        | Turchia    | 0  | 2  | 1  | 3      |
| 11        | Albania    | 0  | 1  | 2  | 3      |
| 12        | Egitto     | 0  | 1  | 2  | 3      |
| 13        | Siria      | 0  | 0  | 1  | 1      |
| Totale    | Totale     | 39 | 39 | 39 | 117    |